# عزم بلانك
عزم بلانك (بالإنجليزي:Planck momentum) هي وحدة للعزم في نظام الوحدات الطبيعية المعروفة بوحدات بلانك رمزها {\displaystyle m_{P}c}
{\displaystyle m_{P}c={\frac {\hbar }{l_{P}}}={\sqrt {\frac {\hbar c^{3}}{G}}}\approx }
6. 52485 كيلوجرام.متر/ثانية
حيث أن :
- {\displaystyle {l_{P}}} طول بلانك
- {\displaystyle \hbar } ثابت بلانك
- {\displaystyle c} سرعة الضوء في الفراغ
- {\displaystyle G} ثابت الجذب العام